# سوئد در المپیک تابستانی ۱۹۳۲
سوئد در بازی‌های المپیک تابستانی ۱۹۳۲ که در شهر لس آنجلس ایالات متحده آمریکا برگزار شد، کاروان سوئد با ۸۱ ورزشکار در این رقابت‌ها شرکت کرد و موفق به کسب ۲۳ مدال (۹ طلا، ۵ نقره، ۹ برنز) شد. در جدول رتبه‌بندی توزیع مدال‌ها، سوئد در ردهٔ ۴ مسابقات قرار گرفت.